# Fotografia documental social
Fotografia documental social ou fotografia engajada é o registro de como o mundo se apresenta, com um foco social e/ou ambiental. É uma forma de fotografia documental, com o intuito de atrair a atenção das pessoas para questões sociais em andamento. Também pode se referir a um gênero de fotografia socialmente crítico, dedicado a mostrar a vida de pessoas desfavorecidas ou em situação de vulnerabilidade.

## Origem da fotografia documental social

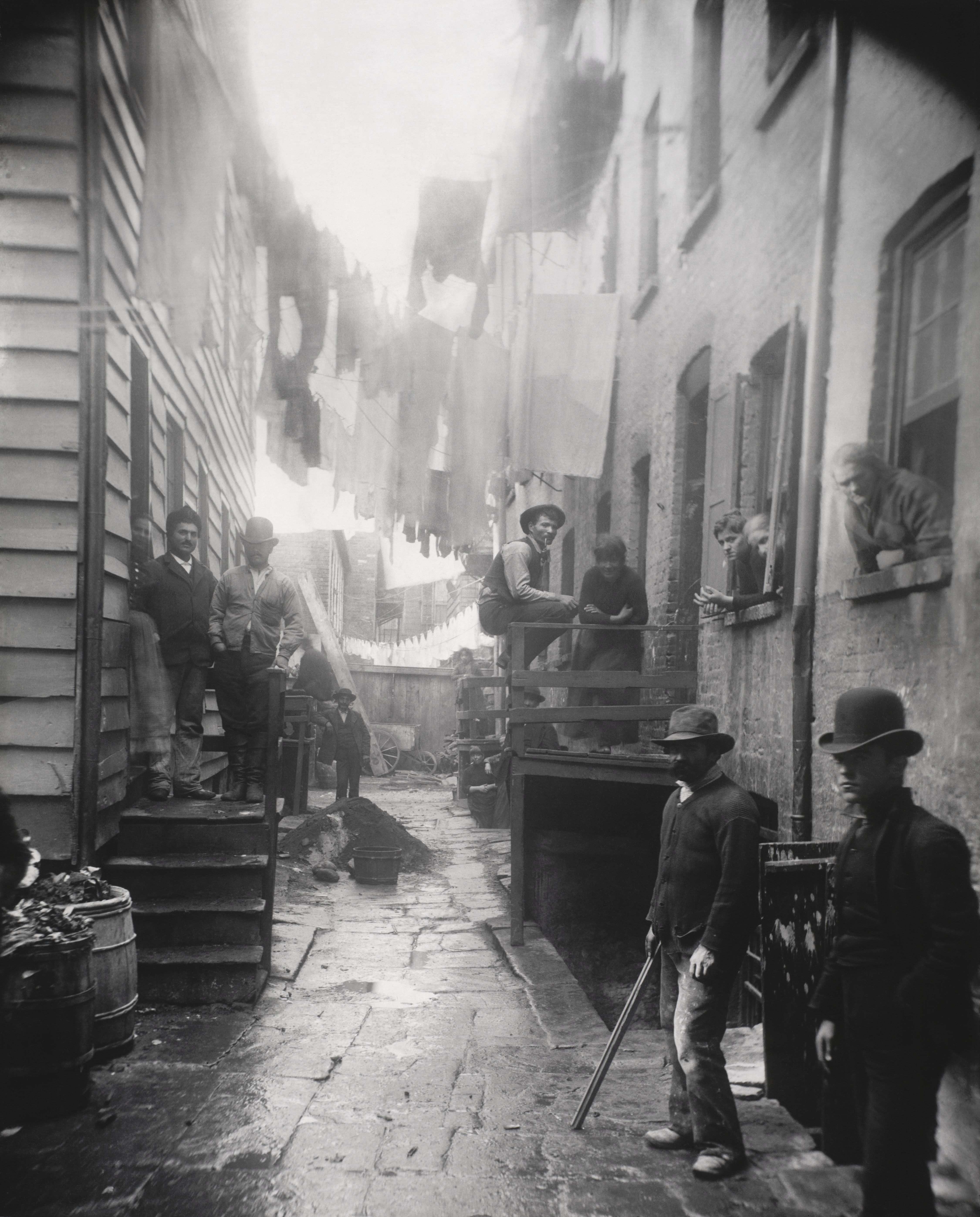
Bandits' Roost, 59 1/2 Mulberry Street (1888) by Jacob Riis, from How the Other Half Lives.

Fotografia documental social tem suas raízes no trabalho do século XIX de Henry Mayhew, Jacob Riis, e Lewis Hine, mas começou a se desenvolver de forma mais significativa através da pratica fotográfica da Farm Security Administration (FSA) nos Estados Unidos. A FSA contratou fotógrafos e escritores para relatar e documentar a situação dos agricultores pobres. Sob a direção de Roy Stryker, a Divisão de Informação da FSA adotou o objetivo de "apresentar a América para os Americanos". Muitos fotógrafos renomados da era da Grande Depressão foram incentivados pelo projeto da FSA, incluindo Walker Evans, Dorothea Lange e Gordon Parks. Os fotógrafos documentaram a situação dos agricultores pobres, cuja existência econômica estava ameaçada, e criaram um novo estilo com a documentação fotográfica de problemas sociais.
A FSA fez 250.000 imagens da pobreza rural, mas apenas cerca da metade sobreviveu. Essas imagens agora estão armazenadas na Divisão de Gravuras e Fotografias da Biblioteca do Congresso e online. Dessas, cerca de 77.000 impressões fotográficas diferentes foram originalmente feitas para a imprensa, além de 644 imagens coloridas a partir de 1.600 negativos coloridos

## Características da fotografia documental social
Fotografia documental social ou fotografia frequentemente se dedica a 'grupos sociais' com semelhanças socioeconômicas e culturais, mostrando condições de vida ou trabalho percebidas como vergonhosas, discriminatórias, injustas ou prejudiciais. Exemplos incluem trabalho infantil, negligência infantil, moradores de rua, pobreza entre segmentos da sociedade, crianças empobrecidas e idosos, e condições de trabalho perigosas. Os pobres, os marginalizados ou as classes mais baixas são retratados com uma observação compassiva. O poder documental das imagens está associado ao desejo de mudança política e social.

## História
Já no século XIX a condição de vida das classes mais baixas eram o tema da fotografia. Henry Mayhew fotografou para o livro London Labour and the London Poor, uma representação da classe trabalhadora de Londres. O livro foi ilustrado com gravuras em madeira, a partir de fotografia de Beard. Thomas Annan publicou "Photographs of the Old Closes and Streets of Glasgow, 1868-77", uma documentação das áreas de favelas de Glasgow. Outro exemplo é o livro publicado por Smith e Thompson em 1977 "Street Life in London" que também documentava a vida social. Inglaterra foi o berço da fotografia documental social, dado o estagio avançado da industrialização, e seu impacto na sociedade.

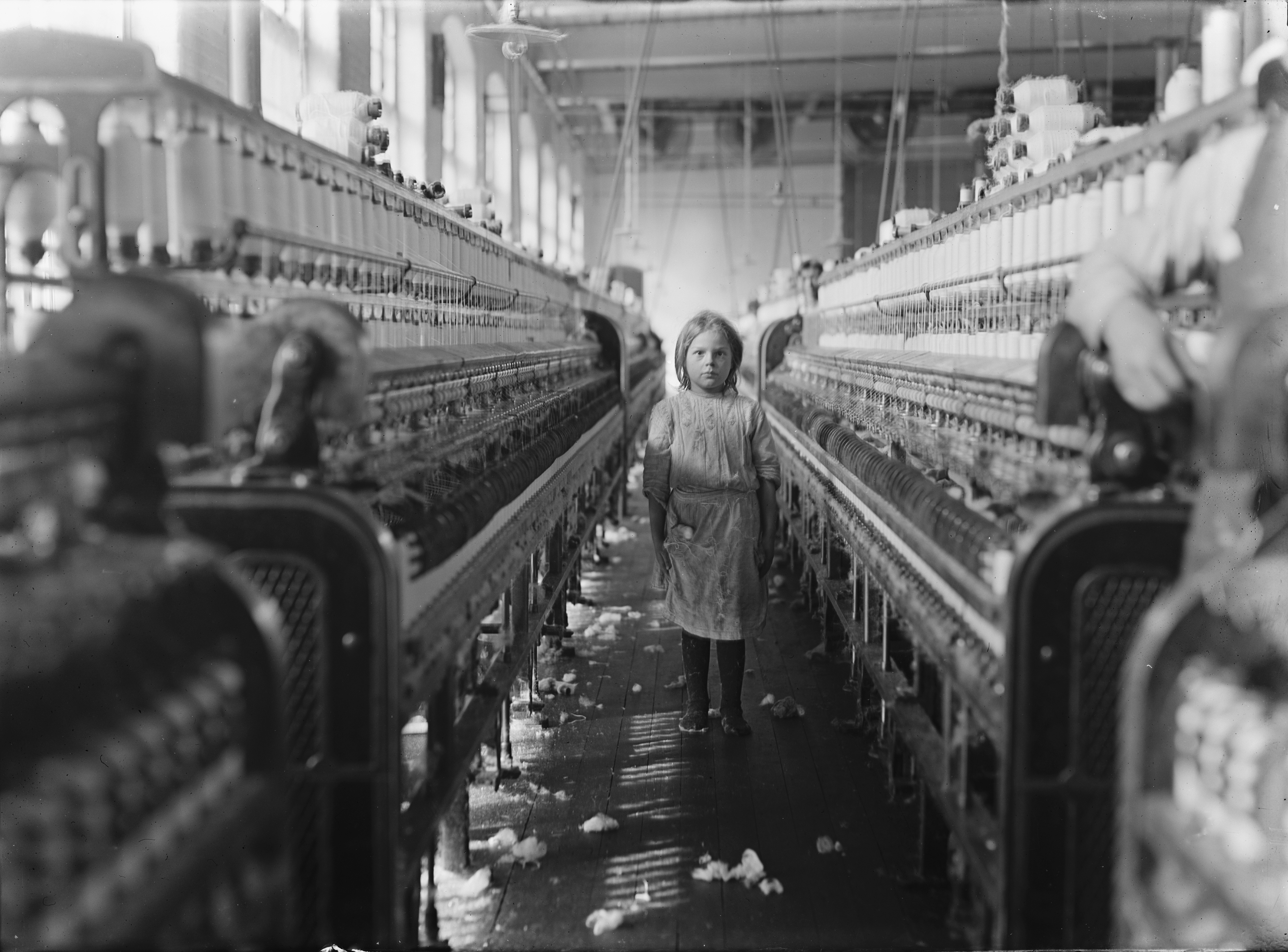
Trabalhado infantil (Lewis Hine, EUA, 1908).

Nos Estados Unidos dois fotógrafos se envolveram no final do século XIX a favor das pessoas marginalizadas da sociedade, Jacob Riis e Lewis Hine. Para eles a câmera era um instrumento de acusação contra a injustiça social. Em 1890, Riis documentou as condições de vida dos desempregados e moradores de rua em Nova Iorque ("How the Other Half Lives"). Ele também estava interessado no futuro dos imigrantes, muitos viviam em extrema pobreza nas favelas de Nova Iorque. Riis claramente toma partido das pessoas que fotografou e apela para a consciência social da sociedade. Em 1908, o Comitê Nacional de Trabalho Infantil (National Child Labor Committee) contratou Hine, um professor de sociologia que defendia a fotografia como um meio educacional para documentar o trabalho infantil na indústria Americana. No inicio do século XX, Hine publicaria milhares de fotografias projetadas para tocar os corações da nação . O trabalho infantil era disseminado nos Estados Unidos no início do século 20. Hine também chamou a atenção para a situação dos imigrantes. O trabalho de Riis e Hine teve influência política. O compromisso de Riis com as pessoas do bairro de Mulberry Bend levou à sua demolição. A construção de escolas e programas educacionais também pode ser atribuída a Riis. O trabalho de Hine culminou em uma lei contra o trabalho infantil, o Keating-Owen Act de 1916, que foi revogada logo após a entrada dos Estados Unidos na Primeira Guerra Mundial.
Um pioneiro inglês da fotografia socialmente comprometida é Bill Brandt. Brandt é particularmente renomado por seus estudos experimentais sobre o nu. Ele se mudou para a Inglaterra em 1931 e trabalhou para várias revistas, para as quais publicou reportagens sobre pessoas afetadas pela Grande Depressão. Em 1936, ele publicou o livro ilustrado The English at Home, no qual retratou o sistema de classes inglês. Ele viajou para os Midlands e para o norte da Inglaterra, onde fotografou os efeitos da Grande Depressão.
Após 1945, a fotografia documental social dedicada e organizada coletivamente não conseguiu mais ganhar terreno, exceto na Inglaterra, onde a tradição persistiu um pouco mais. O vigoroso anticomunismo da era McCarthy anatematizou a fotografia documental social engajada e liberal com o veredicto do mal. Grandes fotógrafos documentais da era pós-guerra, como W. Eugene Smith, Diane Arbus, Robert Frank, William Klein ou Mary Ellen Mark, eram ou lutadores solitários ou foram forçados a trabalhar como fornecedores de histórias para as grandes revistas ilustradas (especialmente a Life). Comprimidos pelas restrições econômicas do aumento da circulação, as posições políticas de outsider encontraram pouco espaço. No entanto, fotógrafos se dedicaram a questões sociais na segunda metade do século 20. Assim, Eugene Smith documentou no final dos anos 1960 o destino dos habitantes da vila de pescadores japonesa de Minamata, que haviam adoecido como resultado da intoxicação por mercúrio. Nos anos 1960 e 70, Lee Friedlander evoluiu uma linguagem visual influente e muitas vezes imitada da paisagem social urbana, com muitas de suas fotografias incluindo fragmentos de reflexos de vitrines, estruturas enquadradas por cercas, cartazes e sinais de rua, buscando entender sua era ao examinar o mobiliário cultural da sociedade, enquanto Garry Winogrand fez fotografias para "ver como o mundo se parece nas fotografias.
O fotojornalista Britânico Don McCullin se especializou em examinar os aspectos mais sombrios da sociedade, e suas fotografias retratam os desempregados, os oprimidos e os empobrecidos. Ele também é reconhecido pelas suas fotografias da guerra e imagens de conflitos urbanos.
John Ranard (1952–2008) iniciou sua fotografia documental social com representações do mundo brutal e irônico do boxe. Partes de seu portfólio sobre boxe, The Brutal Aesthetic,v foram publicadas no livro On Boxing (Doubleday, 1987), com texto escrito por Joyce Carol Oates. Ranard passou a fotografar moradores de rua e ocupantes de prédios abandonados na cidade de Nova Iorque, e passou longos períodos na Rússia fotografando a perestroika e o delicado problema do HIV/AIDS no país. Ele obteve acesso a prisões russas e fotografou a dura realidade dos prisioneiros. Muitas de suas fotografias russas apareceram nos livros Forty Pounds of Salt (Fly by Night Press, 1995), Full Life e The Fire Within (os dois últimos publicados pela Medecins Sans Frontieres (Holland) e AIDS Foundation East-West, 2001). Ranard teve uma forte conexão com Louisville, Kentucky, ao longo de sua carreira. Em seu portfólio On Every Corner, ele fotografou o mundo interno das igrejas de fachada das comunidades negras, que enfrentavam o problema da violência entre adolescentes negros.
Um fotógrafo documental social contemporâneo é o fotógrafo Brasileiro Sebastião Salgado, que documental a era industrial (Workers: An Archaeology of the Industrial Age, 1993). Outro tema central de seu trabalho é fenômeno global da imigração (The Children: Refugees and Migrant (2000), e Migrations (2000)). Nos dois documentários ele mostrou a difícil situação dos refugiados em diversos países do mundo. 
A fotografia documental de Martin Parr contrasta de maneira marcante com a de Salgado, sendo, em alguns momentos, bem-humorada.

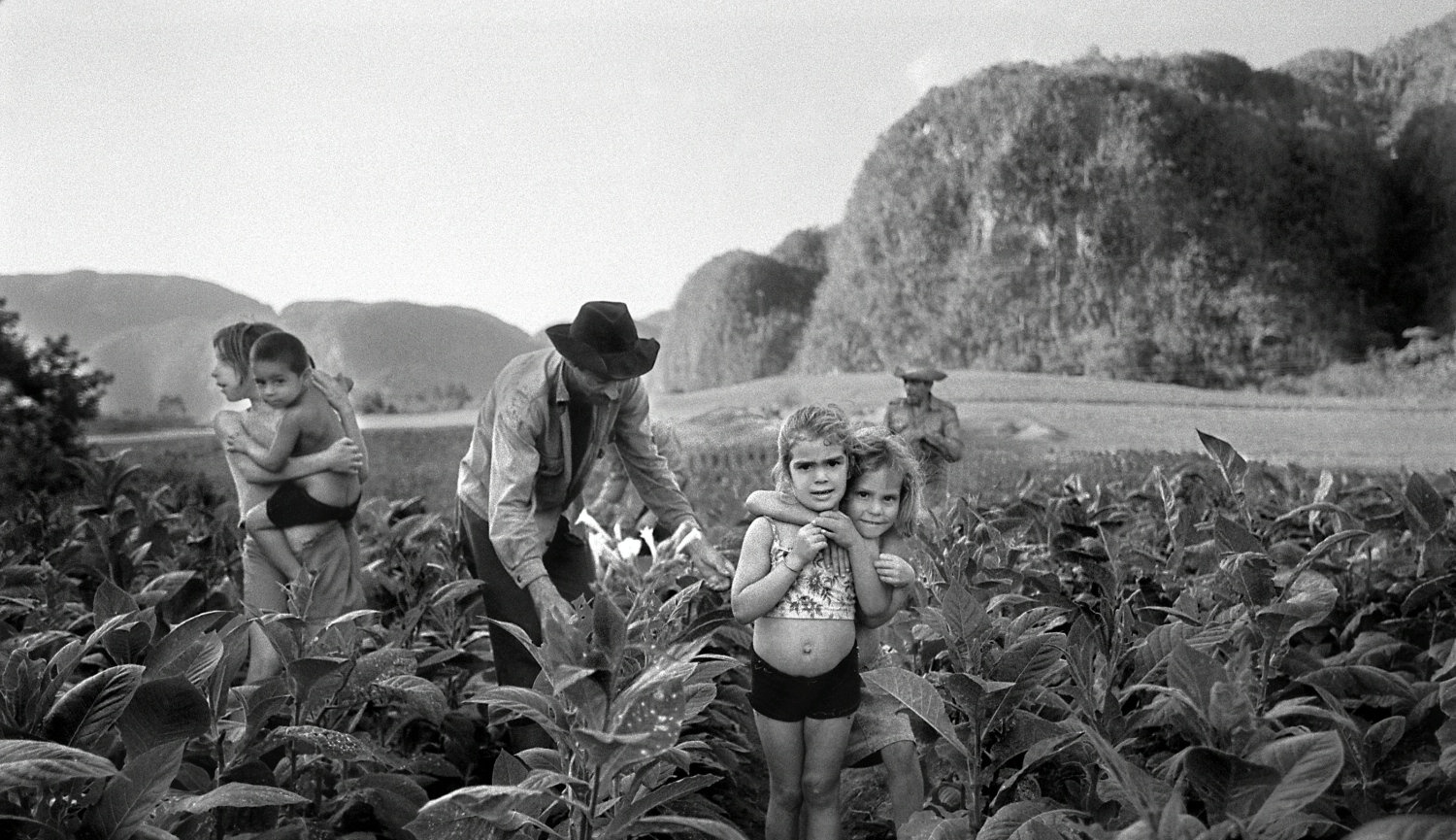
Manuel Rivera-Ortiz : Colheita de Tabaco, Valle de Viñales, Cuba 2002

Os objetivos da documentação social continuam hoje nas fotografias do fotógrafo porto-riquenho Manuel Rivera-Ortiz, que retratam vidas na pobreza. Afetado por sua própria experiência de crescer em condições de pobreza no interior de Porto Rico, Rivera-Ortiz se refere ao seu trabalho como uma celebração da vida na pobreza.

## Aceitação pelo mundo da arte
Desde o final da década de 1970, a fotografia documental social tem conquistado um lugar cada vez mais nas galerias de artes, ao lado da fotografia artística. Luc Delahaye, Manuel Rivera-Ortiz, John Ranard e os membros da VII Photo Agency estão entre muitos que frequentemente expõe em galerias e museus.

## Áreas de fronteiras e gêneros relacionados
Alguns fotógrafos abordam questões sociais sem defesa dedicada para as vítimas da desigualdade social e do sofrimento, como Diane Arbus ou Tina Barney. Enquanto Arbus criou imagens perturbadoras de pessoas desviantes e marginais (anões, gigantes, pessoas transgênero, nudistas, artistas de circo) ou de pessoas cuja normalidade parece feia ou surreal, Barney documentou a vida da classe alta branca da Nova Inglaterra. O documentário social, no sentido literal, são documentações multifacetadas da vida cotidiana em determinadas cidades, paisagens e culturas. Os exemplos são tão variados quanto as oportunidades. Roman Vishniac pode ser mencionado como um representante característico, que documentou a vida judaica na Europa Oriental antes do Holocausto (Verschwundene Welt, A Vanished World). Outro gênero próximo dos procedimentos e resultados da fotografia documental social pode ser encontrado na fotografia etnográfica, que muitas vezes documenta pessoas em situações precárias, no entanto, com o objetivo de documentar tradições, roupas ou condições de vida que estão desaparecendo.
O Realismo Social é um movimento artístico, expresso nas artes visuais e realistas, que retrata as atividades da classe trabalhadora como heroicas. Muitos artistas que aderiram ao Realismo Social eram pintores com visões políticas socialistas. O movimento, portanto, possui algumas semelhanças com o Realismo Social utilizado em algumas nações comunistas. 

## Leitura complementar
- London Labour and the London Poor; selections made and introduced by Victor Neuburg, Penguin Classics 1985, ISBN 0-14-043241-8
- Geoffrey Dunn, "Untitled Depression Documentary", 1980
- Robert J. Doherty, Social-Documentary Photography in the US, Hardcover, Amphoto, ISBN 0-8174-0316-7 (0-8174-0316-7)
- The New Documentary Tradition in Photography (Lisa Hostetler, The Metropolitan Museum of Art)